# Sonceboz-Sombeval
Sonceboz-Sombeval is een gemeente en plaats in het Zwitserse kanton Bern, en maakt deel uit van het district Jura bernois.
Sonceboz-Sombeval telt 1.849 inwoners.